# Шаша-Битон, Ифат
Ифат Шаша-Битон (ивр. יִפְעָת שָׁאשָׁא־בִּיטוֹן‎, род. 23 мая 1973) — израильский педагог, политический и государственный деятель, министр без портфеля в чрезвычайном правительстве национального единства с 12 октября 2023 года. В июне 2021 года она была назначена министром образования Израиля. Она была избрана депутатом Кнессета двадцать четвертого созыва по списку «Тиква Хадаша» после того, как работала депутатом от партий Кулану и Ликуд. С 2019 по 2020 год занимала пост министра строительства Израиля.

## Биография
Ифат Шаша-Битон родилась в Кирьят-Шмоне в 1973 году в семье Рахель, медсестры из Марокко, и Моше Давида, владельца транспортной компании, родившегося в Ираке. Она училась в средней школе Дарка Данцигер в Кирьят-Шмона.
В 2002 году она получила докторскую степень в области образования в Хайфском университете, уже получив степени бакалавра и магистра в области образования в том же университете. Она написала докторскую диссертацию о том, как образование влияет на понимание концепции мира среди израильских и палестинских студентов.
Шаша-Битон стала вице-президентом колледжа Охало, педагогического колледжа в Кацрине, а также была членом правления академического колледжа Тель-Хай.
В 2008 году она баллотировалась на пост мэра Кирьят-Шмоны и была назначена заместителем мэра и главой отдела образования и молодёжи городского совета. На местных выборах 2013 года она была избрана в городской совет.
В 2015 году, накануне выборов в Кнессет 20-го созыва, она вступила в партию «Кулану», возглавляемую Моше Кахлоном, и заняла седьмое место. Партия получила десять мест, и Шаша-Битон была избрана в Кнессет. В Кнессете 20-го созыва Шаша-Битон возглавила Комиссию кнессета по правам ребёнка. Комиссия по правам ребёнка занималась вопросами детских садов, присмотра за дошкольными учреждениями, летнего трудоустройства молодёжи, усыновления, насилия в школах и сексуальной эксплуатации детей. В начале 2016 года она провела беседы с защитниками детей, в том числе с «Ло Тишток» («Не молчи»), группой, предлагающей поддержку ультраортодоксальным жертвам сексуального насилия. В ответ на исследования о жестоком обращении с детьми Шаша-Битон заявила: «Чтобы положить конец эпидемии сексуального насилия над несовершеннолетними, мы должны действовать систематически, чтобы повышать осведомлённость родителей и детей; предоставлять педагогам инструменты для выявления детей, которым причинили вред; и улучшить уход и поддержку жертв и их семей. Кроме того, необходимо внести изменения в законодательство и правоохранительные органы, чтобы привлечь к ответственности тех, кто причиняет вред». 
9 января 2019 года, за несколько месяцев до роспуска Кнессета 20-го созыва, она была назначена министром строительства в правительстве 34-го созыва после отставки Йоава Галанта. Она занимала эту должность в течение 18 месяцев в Кнессете 20-го, 21-го, 22-го созывов вплоть до формирования 35-го правительства.
На двадцать первых выборах в Кнессет она заняла 3-е место в списке партии «Кулану» и была избрана в Кнессет 21-го созыва после того, как партия получила четыре места.
В преддверии двадцать вторых выборов в Кнессет, Кахлон и министр Эли Коэн присоединился к Ликуду, и партия «Кулану» объединились с Ликудом в общий предвыборный список. Шаша-Битон осталась в «Кулану» и заняла 29-е место в объединённом списке.
13 июля 2020 года она проголосовала за отмену решения правительства о закрытии бассейнов и спортивных залов из-за опасения распространения COVID-19. 12-й канал сообщил, что лидер коалиции «Ликуд» Мики Зоар сказал ей: «С вами покончено в партии «Ликуд». Он добавил, что она будет снята с поста председателя комитета по COVID-19. Однако член парламента от Ликуда Гидеон Саар выразил ей свою поддержку и сказал, что решения о закрытии должны приниматься на основе данных, а не из-за угроз. 
15 декабря 2020 года Шаша-Битон объявила, что будет участвовать в двадцать четвертых выборах в Кнессет в составе новой партии «Тиква Хадаша», возглавляемой Гидеоном Сааром, и займёт второе место в списке. После того, как партия получила 6 мест на выборах, Шаша-Битон вошла в Кнессет двадцать четвертого созыва.
13 июня 2021 года она была назначена министром образования в 36-м правительстве Израиля. Она объявила, что хочет внести изменения в школьную неделю, чтобы старшеклассники в Израиле учились пять дней в неделю вместо шести, а ученики начальной школы также учились пять дней в неделю, но с дополнительными занятиями по пятницам. Шаша-Битон заявила, что для реализации предложенного изменения потребуется время.

### Личная жизнь
Шаша-Битон большую часть жизни прожила в Кирьят-Шмоне и вместе с мужем вырастила там троих детей. По состоянию на 2018 год является жительницей Зихрон-Яакова.